# 卡尼耶达纳
卡尼耶达纳（Khaniyadhana），是印度中央邦Shivpuri县的一个城镇。总人口12595（2001年）。

## 人口
该地2001年总人口12595人，其中男性6589人，女性6006人；0—6岁人口2416人，其中男1247人，女1169人；识字率57.92%，其中男性为68.08%，女性为46.77%。